# Margot Bitzer
Margot Bitzer, geb. Sachs (* 28. November 1936 in Vogelgesang bei Bernstadt an der Weide, Landkreis Oels, Provinz Niederschlesien), ist eine deutsche Kupferstecherin, Stahlstecherin und Aquarellistin.

## Leben und Werk
Nach der Vertreibung aus Schlesien gelangte die Familie Sachs 1946 nach Leipzig. 1955–1958 absolvierte Margot eine Ausbildung zur Stecherin in der Deutschen Wertpapierdruckerei in Leipzig. Bei ihrem Lehrmeister Karl Wolf (1894–1966) erlernte sie die Technik des Kupferstichs sowie des Stahlstichs. Eine Sonderregelung ermöglichte es ihr, neben ihrem Lehrberuf an der Abendakademie der Hochschule für Grafik und Buchkunst Leipzig u. a. bei Heinrich Ilgenfritz und Elisabeth Voigt zu studieren und damit über die rein technische Unterweisung hinaus auch eine fundierte künstlerische Ausbildung zu erhalten. 1958–1982 arbeitete sie mit Gerhard Stauf und Oswin Volkamer in der Leipziger Wertpapierdruckerei, wo sie Briefmarken, Ersttagsbriefe sowie Porträts auf Banknoten stach. Nachdem sie ab 1984 freiberuflich tätig gewesen war, schuf sie vorwiegend gebrauchsgraphische Arbeiten, u. a. für Leipziger Verlage und die Leipziger Messe. 1985–1988 war sie Mitglied im Verband Bildender Künstler der DDR. Ab 1989 widmete sie sich vor allem der freien künstlerischen Graphik. Nach der Deutschen Wiedervereinigung trat sie 1991 als Mitglied dem Bund Deutscher Gebrauchsgraphiker bei.
Als freischaffende Künstlerin ist sie besonders für ihre minutiös ausgeführten, beinahe fotorealistischen Stadtansichten bekannt. Hervorzuheben sind die Stiche Leipzig, Paulinerkirche (2008) und Leipzig, Thomaskirche (2010 und 2013), an deren Kupferplatten Margot Bitzer in altmeisterlicher Manier mehrere Monate arbeitete. Daneben entstanden stimmungsvolle Stillleben und poetische Blumengemälde, die die Künstlerin mit Aquarellfarben kolorierte.
2023 übernahm das Deutsche Buch- und Schriftmuseum in Leipzig ihren künstlerischen Vorlass, bestehend aus sämtlichen Kupferplatten mit jeweils einem Kupferstich als Belegexemplar sowie den Werkzeugen und Utensilien.

## Ausstellungen (Auswahl)
- 2004: Rathaus-Galerie, Grimma
- 2004: Kurmittelhaus, Bad Schmiedeberg
- 2005: Galerie Interim, Taucha
- 2006: Stadtarchiv, Leipzig
- 2008: Berggut Holzhausen, Leipzig; Musikalienhandlung Oelsner, Leipzig; Kleine Galerie Süd, Leipzig
- 2012: Haus des Handwerks, Leipzig
- 2015: Schloss Altranstädt, Markranstädt
- 2016: Kirche Zuckelhausen, Leipzig
- 2021: Berggut Holzhausen, Leipzig